# Zoo Jerewan
Koordinaten: 40° 11′ 45,5″ N, 44° 33′ 1,9″ O
Der Zoo Jerewan (armenisch Երևանի կենդանաբանական այգի) ist der zoologischer Garten der armenischen Hauptstadt Jerewan. Er befindet sich an der Mjasnikjan-Straße (M4) im Stadtdistrikt Nor Nork an der Grenze zu Nork-Marasch im Nordosten Jerewans. Hauptpartner des Zoos ist der Amsterdamer Zoo Natura Artis Magistra.

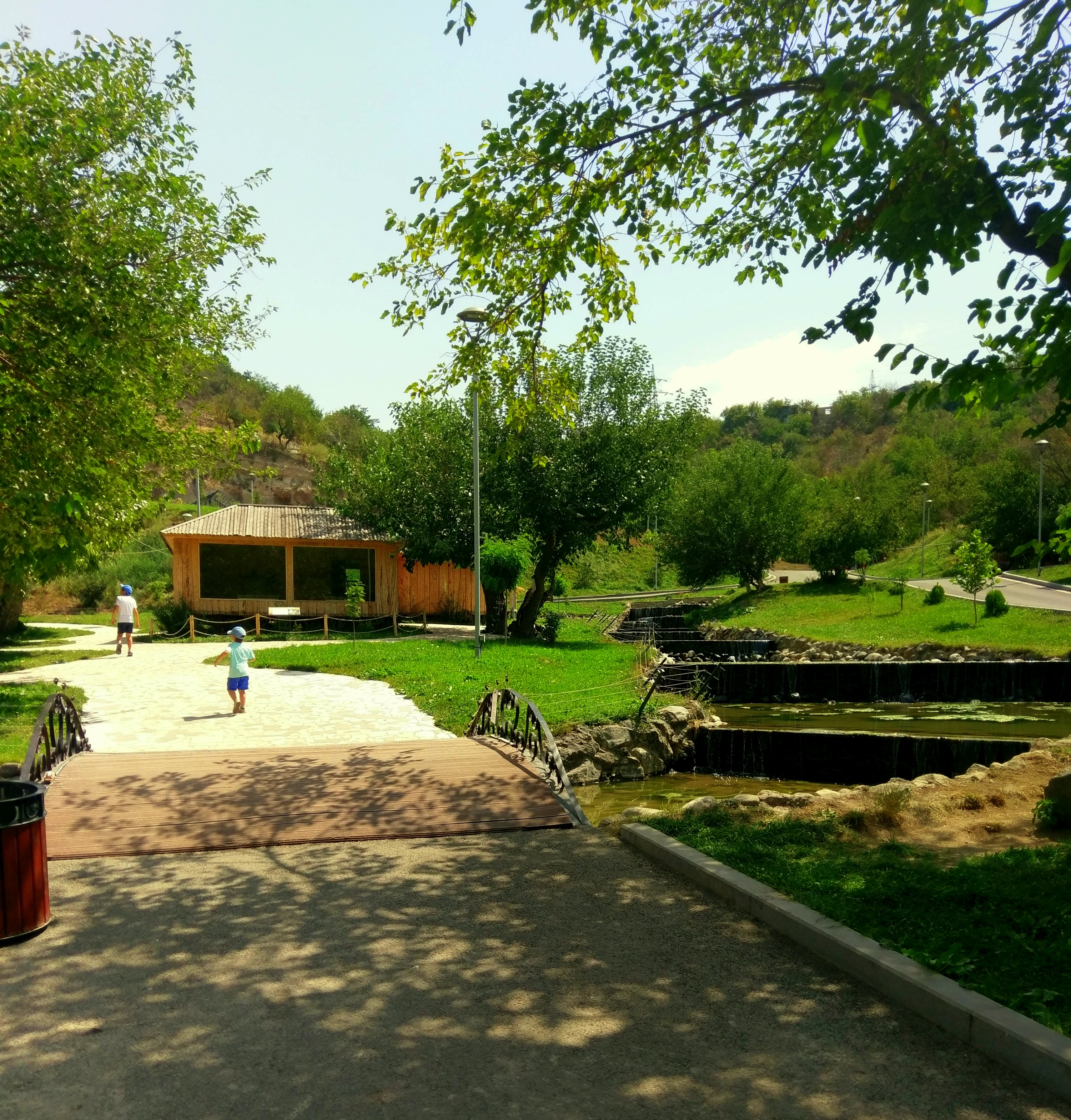
Ein Weg im Zoo Jerewan, 2016

## Geschichte
In den 1930er-Jahren wurde mit der Planung eines Zoos in Jerewan begonnen, es musste aber erst auf die Entscheidung des Präsidiums des Obersten Sowjets der Armenischen Sozialistischen Sowjetrepublik gewartet werden, so dass der Zoo erst 1940 eröffnet werden konnte. Er wurde mit einer Fläche von drei Hektar und 20 Tieren eröffnet, die bei der 12. zoologischen Ausstellung in Jerewan gekauft worden waren. Die Zeit von 1941 bis 1945 wurde von Bautätigkeiten geprägt. Das Geld kam von der Regierung in Moskau trotz Geldknappheit im Zweiten Weltkrieg. 1945 konnte der Zoo 179 Tiere aus 32 verschiedenen Arten präsentieren, 1954 waren es 354 Tiere. Zu dieser Zeit wurde der Zoo auch begrünt: 2500 Bäume wurden gepflanzt. Da es jedoch kein Bewässerungssystem gab, starben die meisten dieser Bäume kurz darauf. Der Zoo präsentierte die Tierwelt in vier Abteilungen: ein Aquarium/Terrarium, Vögel, Raubtiere und Huftiere, eine Aufteilung, die auch in den 2010er-Jahren noch gültig ist.
Die Anzahl der Arten stieg weiter, so dass der Zoo 1980 über 350 verschiedene Arten verfügte. Bis zum Beginn der 1990er-Jahre sank die Vielfalt wieder und es wurden nur noch 260 Arten gezählt.
Seit 2011 unterstützt die armenische Stiftung und Nichtregierungsorganisation Foundation for the Preservation of Wildlife und Cultural Assets (FPWC) den Zoo mit der Planung einer Tierklinik, der Anlage von Freigehegen für Tiger, Bären und Wölfen, dem Bau des ersten inklusiven Spielplatzes Armeniens für behinderte Kinder auf dem Zoogelände, einem Tieradoptionsprogramm und seit 2014 Schulung des Zoopersonals in Hinblick auf die Bewerbung zur Aufnahme des Zoos in die European Association of Zoos and Aquaria (EAZA).
Im Juni 2018 gab es unter den Tieren des Zoos eine Tuberkulose-Epidemie.

## Tierarten
Die Liste der vorhandenen Tierarten ist auf dem Stand von 2018.

### Vögel
| Art                                 | Wissenschaftlicher Name                                   | Foto |
| ----------------------------------- | --------------------------------------------------------- | ---- |
| Adlerbussard                        | Buteo rufinus                                             |      |
| Allfarblori                         | Trichoglossus haemotodus                                  |      |
| Bartgeier                           | Gypaetus barbatus                                         |      |
| Blauer Pfau, normal und leuzistisch | Pavo cristatus                                            |      |
| Chukarhuhn                          | Alectoris chukar                                          |      |
| Diamantfasan                        | Chrysolophus amherstiae                                   |      |
| Fasan normal und rumänischer Fasan  | Phasianus colchicus und Phasianus colchius var. romanisch |      |
| Gänsegeier                          | Gyps vulvus                                               |      |
| Goldfasan                           | Chrysolophus pictus                                       |      |
| Graupapagei                         | Psittacus erithacus                                       |      |
| Großer Emu                          | Dromaius novaehollandiae                                  |      |
| Grünflügelara                       | Ara chloroptera                                           |      |
| Helmperlhuhn                        | Numida meleagris                                          |      |
| Höckerschwan                        | Cygnus olor                                               |      |
| Jungfernkranich                     | Anthropoides virgo                                        |      |
| Kolkrabe                            | Corvus corax                                              |      |
| Mönchsgeier                         | Aegypius monachus                                         |      |
| Moorente                            | Aythya nyroca                                             |      |
| Nilgans                             | Alopochen aegyptiaca                                      |      |
| Nymphensittich                      | Nymphicus hollandicus                                     |      |
| Pflaumenkopfsittich                 | Psittacula cyanocephala                                   |      |
| Schmutzgeier                        | Neophron percnopterus                                     |      |
| Schnatterente                       | Mareca strepera                                           |      |
| Schreiadler                         | Clanga pomarina                                           |      |
| Schwanengans                        | Anser cygnoides                                           |      |
| Schwarzschwan                       | Cygnus atratus                                            |      |
| Silberfasan                         | Lophura nycthemera                                        |      |
| Sperber                             | Accipiter nisus                                           |      |
| Steinadler                          | Aquila chrysaetos                                         |      |
| Steppenadler                        | Aquila nipalensis                                         |      |
| Streifengans                        | Anser indicus                                             |      |
| Stockente                           | Anas platyrhynchos                                        |      |
| Tafelente                           | Aythya ferina                                             |      |
| Uhu                                 | Bubo bubo                                                 |      |
| Waldohreule                         | Asio otus                                                 |      |
| Weißstorch                          | Ciconia ciconia                                           |      |
| Wellensittich                       | Melopsittacus undulatus                                   |      |

### Säugetiere
| Art                                            | Wissenschaftlicher Name                            | Foto |
| ---------------------------------------------- | -------------------------------------------------- | ---- |
| Armenisches Mufflon                            | Ovis orientalis gmelini                            |      |
| Bezoarziege und Wildziege                      | Capra aegagrus aegagrus und Capra hircus           |      |
| Bolivianischer Totenkopfaffe                   | Saimiri boliviensis boliviensis                    |      |
| Damhirsch                                      | Dama dama                                          |      |
| Davidshirsch                                   | Elaphurus davidianus                               |      |
| Erdmännchen                                    | Suricata suricatta                                 |      |
| Eurasischer Luchs und Kaukasusluchs            | Lynx lynx und Lynx lynx dinniki                    |      |
| Europäischer Dachs                             | Meles meles                                        |      |
| Europäischer Nerz                              | Mustela lutreola                                   |      |
| Flusspferd                                     | Hippopotamus amphibius                             |      |
| Goldschakal                                    | Canis aureus                                       |      |
| Großer Pampashase                              | Dolichotis patagonum                               |      |
| Hauspferd, Highland-Pony und Przewalski-Pferd  | Equus caballus                                     |      |
| Indischer Elefant                              | Elephas maximus indicus                            |      |
| Jaguar                                         | Panthera onca                                      |      |
| Japanmakak                                     | Macaca fuscata                                     |      |
| Katta                                          | Lemur catta                                        |      |
| Königstiger, leuzistisch und Sibirischer Tiger | Panthera tigris tigris und Panthera tigris altaica |      |
| Kragenbär                                      | Ursus thibetanus                                   |      |
| Kulan                                          | Equus hemionus kulan                               |      |
| Lama                                           | Lama glama                                         |      |
| Leopard                                        | Panthera pardus                                    |      |
| Löwe                                           | Panthera leo                                       |      |
| Mähnenspringer                                 | Ammotragus lervia                                  |      |
| Mandrill                                       | Mandrillus sphinx                                  |      |
| Mantelpavian                                   | Papio hamadryas                                    |      |
| Nilflughund                                    | Rousettus aegyptiacus                              |      |
| Reh                                            | Capreolus capreolus                                |      |
| Rhesusaffe                                     | Macaca mulatta                                     |      |
| Rohrkatze                                      | Felis chaus                                        |      |
| Schwarzweißer Vari                             | Varecia variegata                                  |      |
| Serval                                         | Leptailurus serval                                 |      |
| Sibirischer Steinbock                          | Capra sibirica                                     |      |
| Sikahirsch                                     | Cervus nippon                                      |      |
| Syrischer Braunbär                             | Ursus arctos syriacus                              |      |
| Trampeltier                                    | Camelus ferus                                      |      |
| Tüpfelhyäne                                    | Crocuta crocuta                                    |      |
| Wolf und Yukonwolf                             | Canis lupus und Canis lupus pambasileus            |      |

### Reptilien
| Art                          | Wissenschaftlicher Name      | Foto |
| ---------------------------- | ---------------------------- | ---- |
| Armenische Bergotter         | Montivipera raddei           |      |
| Armenische Landschildkröte   | Testudo graeca armeniaca     |      |
| Grüner Leguan                | Iguana iguana                |      |
| Kaiserboa                    | Boa imperator                |      |
| Kaspische Bachschildkröte    | Mauremys caspica             |      |
| Königspython                 | Python regius                |      |
| Netzpython                   | Malayopython reticulatus     |      |
| Nilkrokodil                  | Crocodylus niloticus         |      |
| Nördliche Madagaskarboa      | Acrantophis madagascariensis |      |
| Nördlicher Felsenpython      | Python sebae                 |      |
| Regenbogenboa                | Epicrates cenchria           |      |
| Rotwangen-Schmuckschildkröte | Trachemys scripta elegans    |      |
| Spornschildkröte             | Centrochelys sulcata         |      |
| Heller Tigerpython           | Python molurus               |      |
| Westliche Sandboa            | Eryx jaculus                 |      |